# (11074) Kuniwake
(11074) Kuniwake (1992 SC1) – planetoida z pasa głównego asteroid okrążająca Słońce w ciągu 4 lat w średniej odległości 2,52 j.a. Odkryta 23 września 1992 roku.